# Tammela stadion
Tammela stadion (finska: Tammelan stadion), är en fotbollsarena i Tammerfors i Birkaland. Arenan är hemmaplan för FC Ilves i Tipsligan, samt för Ilves-Kissat och TPV, Stadion är den näst största i staden, efter Tammerfors stadion. Tammela har dock den fördelen att det är en renodlad fotbollsarena, utan löparbanor. Det har förts diskussioner om att bygga ut arenan och anlägga konstgräs.
Publikrekordet härrör från TPV:s möte med HJK den 2 oktober i Tipsligan 1994. TPV vann matchen med 3-2 och blev finländska mästare.